# 星あかり
星 あかり（ほし あかり、本名：荒木 智子〈あらき ともこ〉、1956年 - ）は、日本の児童文学作家、養護学校教諭。兵庫県生まれ。日本児童文芸家協会会員。

## 来歴
1979年、立命館大学文学部文学科卒業。中学校の国語教師を経て、加古川市立加古川養護学校に勤務。
1994年、『なっちゃん、おもいっきり!』で第2回小梅童話賞優秀賞を受賞し、1995年刊行の『銀河鉄道からす座特急』（ポプラ社）に収録。
養護学校での実体験をもとにノンフィクションや児童文学を執筆。亡くなった教え子たちをモデルに、知的障害と筋萎縮症を抱えた妹と健常者の双子の兄の話を書いた児童書『もも子・ぼくの妹』は、2003年に『もも子、かえるの歌がきこえるよ。』として長編アニメーション映画化された。
同年に養護学校の卒業生とその家族をモデルに創作した物語を児童書『大ちゃん』として刊行し、こちらも2007年に『大ちゃん、だいすき。』として長編アニメーション映画化された。
2022年2月に加古川市の市民会館で『もも子、かえるの歌がきこえるよ。』が上映される際には講演を行った。

## 著書

### 児童書
- 銀河鉄道からす座特急（1995年、ポプラ社、ISBN 978-4591046906） - 川村たかし編
  - 収録6作品のうち「なっちゃん、おもいっきり!」を執筆　※「荒木智子」名義
- もも子・ぼくの妹（2001年、大日本図書、ISBN 978-4477011622） - 絵：石倉欣二
  - 『もも子、かえるの歌がきこえるよ。』としてアニメ映画化
- 大ちゃん（2003年、大日本図書、ISBN 978-4477016467） - 絵：遠藤てるよ
  - 『大ちゃん、だいすき。』としてアニメ映画化

### ノンフィクション
- 魔法の小箱をかかえた少年 人工呼吸器をつけた少年とその母の記録（1998年、日本図書刊行会、ISBN 978-4890399512）　※「荒木智子」名義
- 晃一君の桜吹雪 人工呼吸器をつけた少年と母の夢（2004年、クリエイツかもがわ、ISBN 978-4902244205）- 浦野明美との共著　※「荒木智子」名義